# Unborn
Unborn è il decimo album in studio del gruppo musicale statunitense Six Feet Under, pubblicato il 19 marzo 2013 dalla Metal Blade Records. È il primo album dei Six Feet Under con il bassista Jeff Hughell, l'unico con il chitarrista Ola Englund e l'ultimo con i due chitarristi Steve Swanson e Rob Arnold e il batterista Kevin Talley. 

## Tracce
1. Neuro Osmosis – 3:10
2. Prophecy – 3:19
3. Zombie Blood Curse – 4:08
4. Decapitate – 2:50
5. Incision – 2:48
6. Fragment – 2:55
7. Alive to Kill You – 3:17
8. The Sinister Craving – 2:16
9. Inferno – 2:53
10. Psychosis – 3:47
11. The Curse of the Ancients – 4:37

## Formazione
Gruppo
- Chris Barnes − voce
- Steve Swanson − chitarra
- Ola Englund − chitarra
- Jeff Hughell − basso
- Kevin Talley − batteria

Altri musicisti
- Rob Arnold − chitarra (tracce 9 e 10)
- Ben Savage − chitarra (1, 4, 6, 8)